# Carl von Ghega
Vitez Carl von Ghega, rojen kot Carlo Ghega, avstrijski gradbeni inženir albanskega rodu, * 10. januar 1802, Benetke, † 14. marec 1860, Dunaj.

## Življenje
Carlo Ghega se je rodil v Benetkah v družini z albanskimi koreninami. V otroštvu je kazalo, da bo sledil očetovim stopinjam in postal pomorski častnik, vendar je nato prevladala ljubezen do matematike. Po zaključku vojaškega kolegija se je s 15 leti vpisal na univerzo v Padovi in že po enem letu postal diplomirani inženir in arhitekt. Leto zatem je še doktoriral iz matematike.
Poklicno pot je začel kot hidrotehnik in graditelj cest v domači pokrajini Veneto. Med drugim je sodeloval tudi pri gradnji ceste »Strada d’Alemagna« med Trevisom in Cortino d'Ampezzo. Med letoma 1836 in 1840 je vodil gradbena dela na odseku Severne železnice cesarja Ferdinanda med Břeclavom in Brnom. V tem času (1836 - 1837) je preučeval tudi gradnjo železnic v Združenem kraljestvu in drugih evropskih državah. Leta 1842 je postal vodja načrtovanja bodoče južne državne železnice med Dunajem in Trstom. Najprej je odpotoval na študijski dopust v ZDA in se tam seznanil predvsem z gradnjo železnice čez gorovje Aligeni (Allegheny), ter z gradnjo mostov po sistemu Howe (po tej tehniki je mdr. bil zgrajen tudi prvi leseni železniški most v Mariboru).
Po vrnitvi v domovino je prevzel trasiranje odseka iz Gloggnitza čez Mürzzuschlag, Gradec in Ljubljano do Trsta. Najtežavnejši odsek Južne železnice je predstavljal prelaz Semmering med Gloggnitzem in Mürzzuschlagom, ki se je v tistem času zdel nemogoč. Njegovi sodobniki so na tem odseku predlagali zobato železnico ali žičnico, Ghega pa je leta 1844 predložil načrt, kjer je čez prelaz mojstrsko speljal traso, ki bi jo lahko prevozile tudi običajne lokomotive. Še pred dokončno potrditvijo svoje trase je sodeloval tudi pri konstrukciji najprimernejših lokomotiv, ki bi zmogle te vzpone. Odsek čez Semmering se je gradil med letoma 1848 in 1854. Vmes, leta 1851, je Ghega bil povzdignjen v plemiški stan in prejel naziv vitez (nemško Ritter). Po dokončanju odseka čez Semmering je načrtoval železniško omrežje v celotni Habsburški monarhiji, nakar so mu poverili izgradnjo železnic v Transilvaniji. Projekta ni utegnil dokončati, ker je leta 1860 na Dunaju umrl za tuberkulozo in bil pokopan v častnem grobu na dunajskem Osrednjem pokopališču (Wiener Zentralfriedhof). Čeprav o njegovem zasebnem življenju ni dosti znanega, je o njem bilo napisanih pet romanov.
Odsek čez Semmering velja za Ghegov največji podvig. Na Slovenskem je znan tudi po drznih trasah v savski dolini med Zidanim Mostom in Ljubljano, čez Ljubljansko barje in Kras ter po dveh viaduktih, ki danes ne stojita več: že leta 1861 zasut pesniški viadukt ter med drugo svetovno vojno porušeni borovniški viadukt.